# Miquelon-Langlade
Miquelon-Langlade est avec Saint-Pierre l'une des deux communes de la collectivité d'outre-mer française de Saint-Pierre-et-Miquelon, un archipel au large du Canada.
Avec une population de 596 habitants en 2022, Miquelon-Langlade est la moins peuplée des deux communes (10 % de la population totale de l'archipel) et s'étend sur la plus grande île de l'archipel, Miquelon. Le village de Miquelon, qui regroupe l'ensemble de la population permanente, est situé au sud de la presqu'île du Cap, sur le bord de l'anse de Miquelon et à proximité immédiate du Grand Étang de Miquelon au sud, qui sépare Le Cap de Grande Miquelon. Il y a aussi des habitations en d'autres points de la commune, notamment à Langlade, mais il ne s'agit que de résidences secondaires habitées temporairement.
Située à une altitude de 2m, la commune est menacée de submersion sous l'effet de la montée du niveau de la mer due au réchauffement climatique et de la disparition des icebergs qui cassaient la houle susceptible de la recouvrir. Un projet de relocalisation prévoit de déplacer la totalité des habitants à 1,5 km du village actuel, à 20 m d'altitude.
La commune est reliée à la ville de Saint-Pierre par une navette maritime depuis le petit port local et par une navette aérienne depuis l'aérodrome de Miquelon.

## Géographie

### Situation
Miquelon-Langlade se compose d'un ensemble dénommé communément l'île de Miquelon, formé de trois parties géologiquement distinctes liées par des tombolos (grandes bandes du sable dunaire) :
- la presqu'île du Cap, qui accueille le village de Miquelon, chef-lieu de la commune ;
- la presqu'île de Grande Miquelon, qui dispose d'une lagune connue sous le nom de Grand Barachois où vit une grande population de phoques et d'autres animaux. Elle est également un site exceptionnel pour l'observation d'oiseaux ;
- la presqu'île de Langlade (ou Petite Miquelon).

### Climat
Le climat y est de type océanique froid.

### Voies de communication et transports
Miquelon peut être atteinte en bateau ou en avion depuis Saint-Pierre. L'aérodrome, situé près du village, est desservi par la compagnie locale Air Saint-Pierre avec des vols réguliers vers l'aéroport de Saint-Pierre-et-Miquelon, qui permet un transit  plusieurs fois par semaine vers les villes d'Halifax, Montréal ou Québec et Saint-Jean de Terre-Neuve.
L'isthme entre Grande Miquelon et Langlade, doté d'une route les reliant, est un sujet d'inquiétude car les tempêtes y provoquent des dégâts récurrents.

## Toponymie
Le nom Miquelon est d'origine basque et signifie « Michaël ». Plusieurs familles de pêcheurs portent d'ailleurs ce patronyme sur l'île. En 1579, les noms Micquetõ et Micquelle sont apparus pour la première fois dans un guide de navigation de Martin de Hoyarsabal (ou Martin Oiarzabal), navigateur basque. Le nom a évolué avec le temps en Miclon, puis Micklon et finalement Miquelon.

## Historique
Le village est détruit lors des guerres franco-britanniques à la fin du XVIIe siècle.

## Relief et risques de submersion

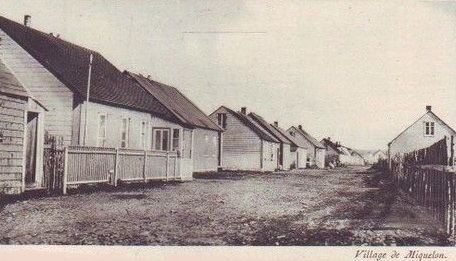
Miquelon vers 1930.

Fin 2024 est lancé un projet de déménagement du village pour s’adapter aux effets du changement climatique. Situé à 2 mètres au-dessus du niveau de la mer, le village est menacé par une hausse prévue du niveau de l’océan de un mètre. La conscience du risque est apparue avec la création, dans les années 2010, du plan de prévention des risques littoraux. Le risque de submersion est accru par la disparition des énormes icebergs qui protégeait la côte des effets de la houle. En 2024, la première phase de travaux a commencé par l’extension des réseaux d’eau, d’assainissement et électrique à 1,5 km de l'agglomération. Les prochaines phases sont la construction d’une nouvelle centrale électrique et d’une nouvelle station d’épuration. Le délai de déplacement de toutes les infrastructures est estimé à un demi-siècle au moins.

## Politique et administration

### Administration municipale
| Période                                  | Période                   | Identité                            | Étiquette      | Qualité |
| ---------------------------------------- | ------------------------- | ----------------------------------- | -------------- | --- |
| 29 décembre 1872                         | 25 septembre 1878         | Victor Briand (1819-1892)           |                | Premier maire de Miquelon |
| Les données manquantes sont à compléter. |                           |                                     |                | |
| 4 février 1882                           | 13 avril 1885             | Jean-Théodule Gaspard               |                | |
| 18 mai 1892                              | 2 juillet 1895            | Bertrand Cantaloup                  |                | |
| Les données manquantes sont à compléter. |                           |                                     |                | |
| 12 mai 1904                              | juin 1907                 | Dominique Borotra (1874-1950)       |                | Commerçant |
| 22 juin 1907                             | ?                         | Louis Légasse                       |                | Armateur, haut fonctionnaire Ancien conseiller général et délégué de la colonie                                                              |
| Les données manquantes sont à compléter. |                           |                                     |                | |
| janvier 1920                             | juillet 1924              | Dominique Borotra (1874-1950)       |                | Commerçant |
| Les données manquantes sont à compléter. |                           |                                     |                | |
| 1945                                     | 1962                      | Clément Poirier                     |                | Ancien combattant 1914-1918 |
| 1962                                     | novembre 1975 (démission) | Guy Cormier (1930-2017)             |                | Instituteur |
| novembre 1975                            | mars 1983                 | Yvon Detcheverry                    |                | |
| mars 1983                                | mars 1989                 | Lucien Coste                        |                | Mécanicien, pêcheur |
| mars 1989                                | juin 1995                 | Denis Detcheverry                   |                | Agent EDF |
| juin 1995                                | janvier 1996              | Commission administrative           |                | |
| janvier 1996                             | mars 2001                 | Yvon Detcheverry                    |                | Directeur de collège |
| mars 2001                                | mars 2008                 | Denis Detcheverry                   | AD             | Agent EDF Sénateur (2004 → 2011) |
| mars 2008                                | mars 2014                 | Stéphane Coste Fils de Lucien Coste | EPC            | Instituteur Conseiller territorial (2006 → 2012) Membre du conseil exécutif                                                                  |
| mars 2014                                | novembre 2017 (démission) | Jean de Lizarraga                   | DIV            | Retraité de la fonction publique territoriale Ancien conseiller général (1975 → 1995) Ancien vice-président du conseil général (1989 → 1995) |
| novembre 2017                            | 9 juin 2020               | Danièle Gaspard                     | DIV            | Professeure des écoles retraitée Ancienne première adjointe                                                                                  |
| 10 juin 2020                             | 18 septembre 2020         | commission administrative           | nd             | délégation spéciale |
| 18 septembre 2020                        | En cours                  | Franck Detcheverry                  | sans étiquette | Chef d'exploitation EDF Conseiller territorial (2006 → 2012 et 2022 → )                                                                      |

### Jumelages
Depuis 1984, la commune de Miquelon-Langlade est jumelée avec la localité des Îles-de-la-Madeleine, un archipel du Québec situé à 400 kilomètres de Miquelon.

## Population et société

### Démographie
La population de Miquelon-Langlade est principalement d'origine basque, de la région de Saintes et acadienne, cette dernière étant arrivée après le Grand Dérangement.
L'évolution du nombre d'habitants est connue à travers les recensements de la population effectués dans la commune depuis 1968. À partir de 2006, les populations légales des communes sont publiées annuellement par l'Insee. Le recensement repose désormais sur une collecte d'information annuelle, concernant successivement tous les territoires communaux au cours d'une période de cinq ans. Pour les communes de moins de 10 000 habitants, une enquête de recensement portant sur toute la population est réalisée tous les cinq ans, les populations légales des années intermédiaires étant quant à elles estimées par interpolation ou extrapolation. Pour la commune, le premier recensement exhaustif entrant dans le cadre du nouveau dispositif a été réalisé en 2006.
La loi relative à la démocratie de proximité du 27 février 2002 a, dans ses articles consacrés au recensement de la population, instauré des recensements de la population tous les cinq ans en Nouvelle-Calédonie, en Polynésie française, à Mayotte et dans les îles Wallis-et-Futuna, ce qui n’était pas le cas auparavant

En 2022, la commune comptait 596 habitants, en stagnation par rapport à 2016 (Saint-Pierre-et-Miquelon : −3,15 %, France hors Mayotte : +2,11 %).
| 1968 | 1975 | 1982 | 1990 | 1999 | 2006 | 2011 | 2016 | 2021 |
| ---- | ---- | ---- | ---- | ---- | ---- | ---- | ---- | ---- |
| 627  | 594  | 698  | 697  | 626  | 606  | 624  | 596  | 591  |

| 2022 | - | - | - | - | - | - | - | - |
| ---- | - | - | - | - | - | - | - | - |
| 596  | - | - | - | - | - | - | - | - |

## Économie

### Pêche
Touché comme Saint-Pierre par la raréfaction des ressources en morue et l'arbitrage défavorable à l'archipel vis-à-vis du Canada en matière d'exploitation des fonds, le port de Miquelon-Langlade a vu tout de même une activité de pêche se poursuivre, en se reportant en partie sur d'autres ressources. Le concombre de mer qui bénéficie d'un marché asiatique considérable est prometteur.

### Agriculture
Développée depuis le XIXe siècle, avec l'installation de plusieurs exploitations notamment autour de l'isthme de Langlade, l'agriculture vise la satisfaction des besoins locaux ou des marins de passage. 
Elle porte notamment sur l'aviculture, l'élevage de caprins et ovins, et la production laitière et fromagère destinés au marché local et à Saint-Pïerre,.
La commune dispose d'un abattoir récent.

### Commerces et infrastructures
Le village dispose d'un bureau de poste, d'une banque, Banque de Saint-Pierre-et-Miquelon (BDSPM), d'un distributeur automatique de billets de la Caisse d'épargne (dépendant de l'agence à Saint-Pierre), d'une école maternelle privée, d'une école élémentaire publique, d'un collège, d'une église (l'église Notre-Dame-des-Ardilliers, nom donné en hommage à l'église située à Saumur qui fut sa donatrice), d'un musée relatant les vestiges des naufrages, d'une bibliothèque municipale, d'un dispensaire médical composé d'un médecin généraliste (salarié de la sécurité sociale), de deux infirmiers diplômés d’État et de deux aides-soignants. On y trouve également un petit supermarché Match et quelques commerces de détails situé dans la rue principale.

## Culture locale et patrimoine

### Lieux et monuments
- Phares du Cap Blanc et de la Pointe-Plate.
- Église Notre-Dame-des-Ardilliers, dans le village. L'édifice a été classé au titre des monuments historiques en 2011[26].
- Chapelle Sainte-Thérèse-de-l'Enfant-Jésus de Langlade.
- Musée de Miquelon-Langlade[27].
- Calvaires Notre-Dame-des-Retrouvés, du bourg, de l'Aérodrome, de la ferme Larranaga.

### Personnalités liées à la commune
- Héloïse Urtizbéréa, Miss Saint-Pierre-et-Miquelon 2017 originaire de Miquelon-Langlade, concourt à l'élection Miss France 2018.

### Héraldique
| Blason de Miquelon-Langlade | Blason  | De sinople ; au chef ondé tiercé en pal : au 1er d'azur cantonné d'une étoile d'or, au 2e d'argent et au 3e de gueules ; à la champagne d'azur chargée de deux morues d'argent, rangées en fasce et nageant en barre, celle de dextre plus petite ; à une harelde de Miquelon au naturel, tenant dans son bec les drapeaux basque, breton et normand, réunis et flottant, brochant sur le tout,.                                                                                               |
| Blason de Miquelon-Langlade | Détails | Le chef représente le drapeau acadien. L'oiseau, une harelde de Miquelon servait avec l'eider (appelé moïac localement) et le poisson, de nourriture principale aux premiers habitants. Les drapeaux rappellent que la population est d'origine basque, bretonne et normande. Le vert est la couleur de l'espoir et de la détermination des Miquelonnais à vivre sur leur île. Le bleu et les morues symbolisent la mer et la pêche. Création Michel Borotra et Joseph Lucas, adoptée en 1984. |

### Galerie

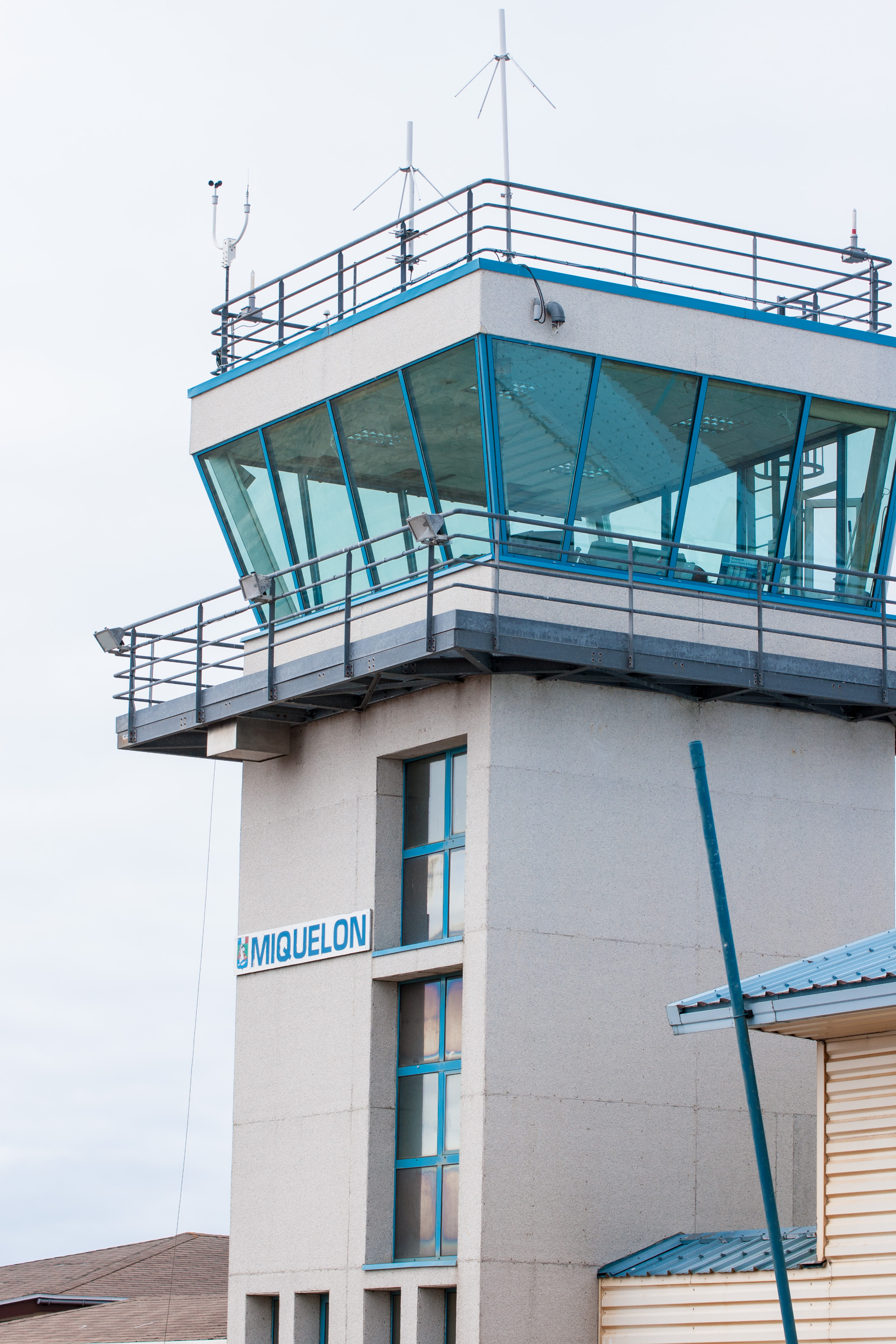
Tour de contrôle de l'aéroport de Miquelon
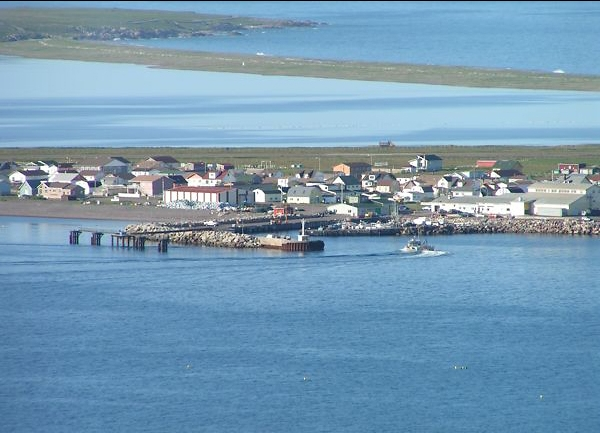
Vue d'une zone côtière de Miquelon
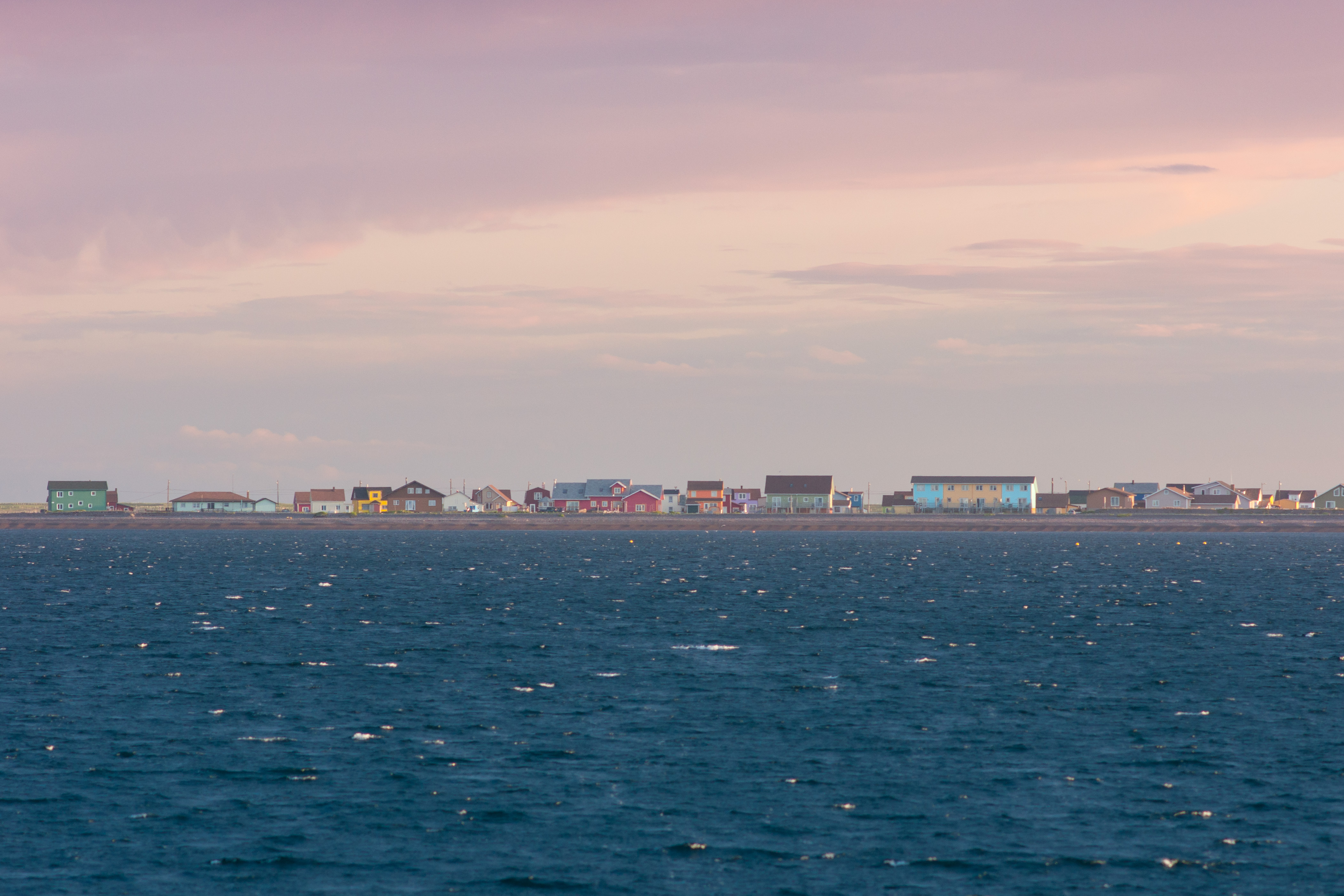
Le village de Miquelon vu depuis la mer
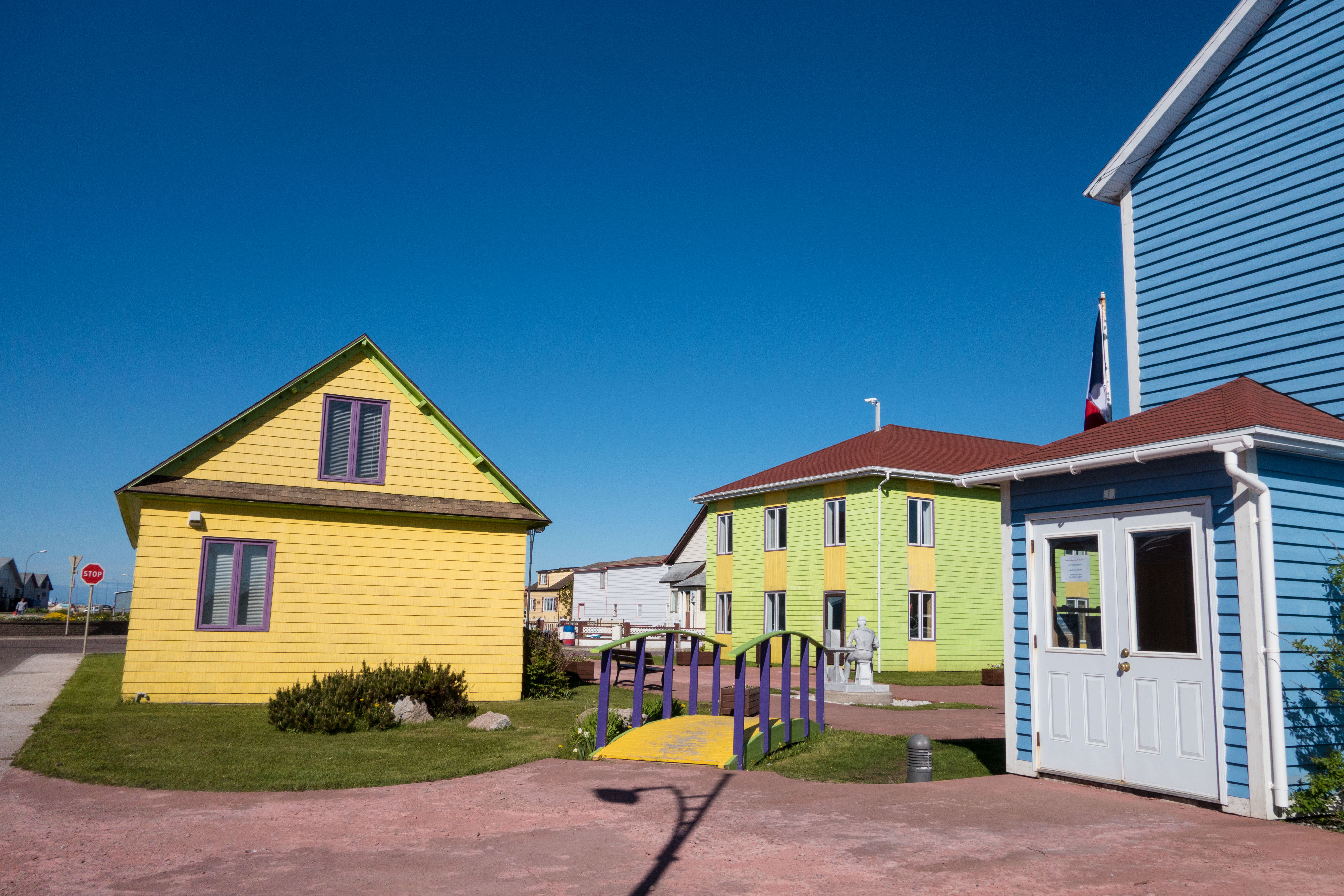
Place centrale du bourg de Miquelon
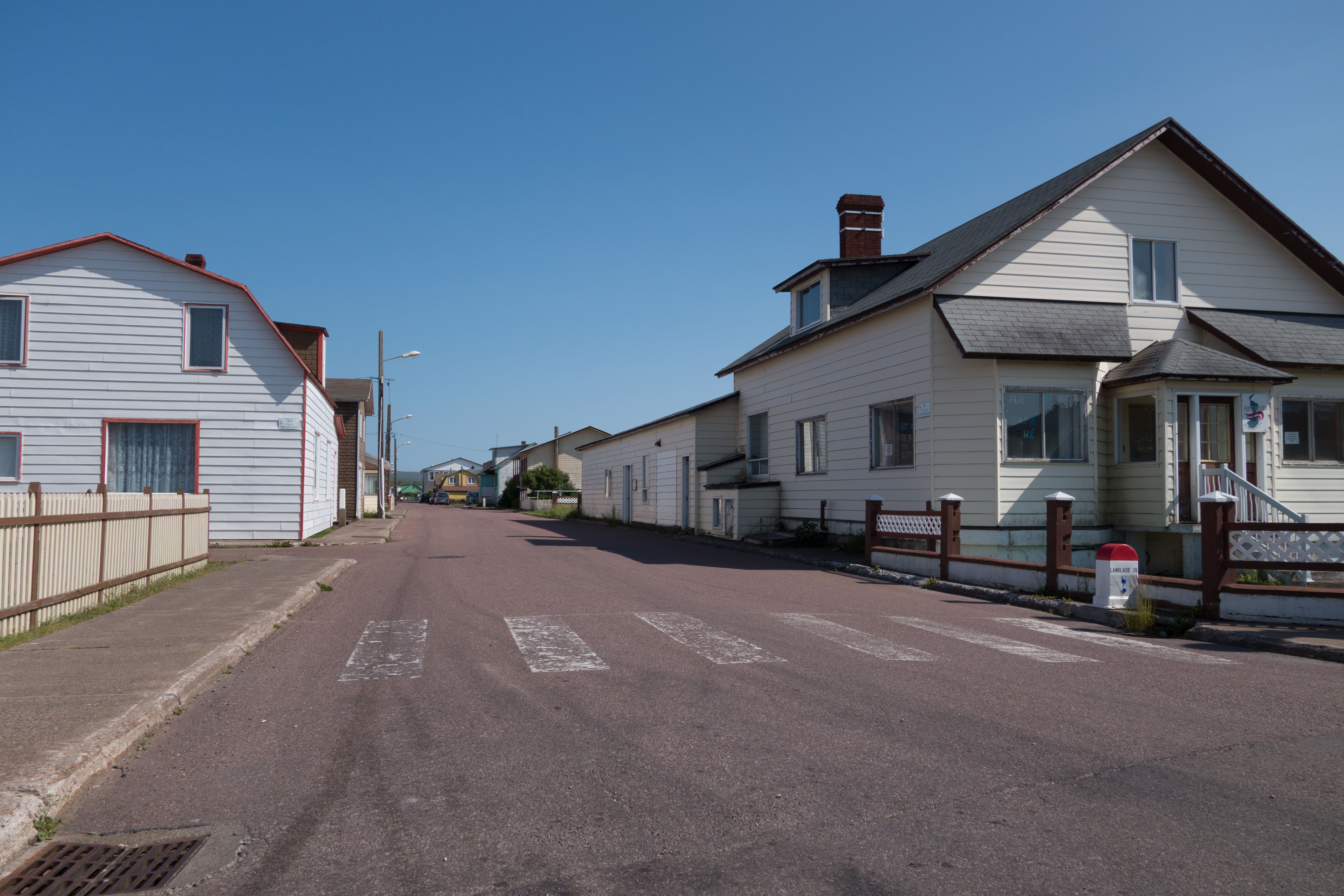
Une rue de Miquelon
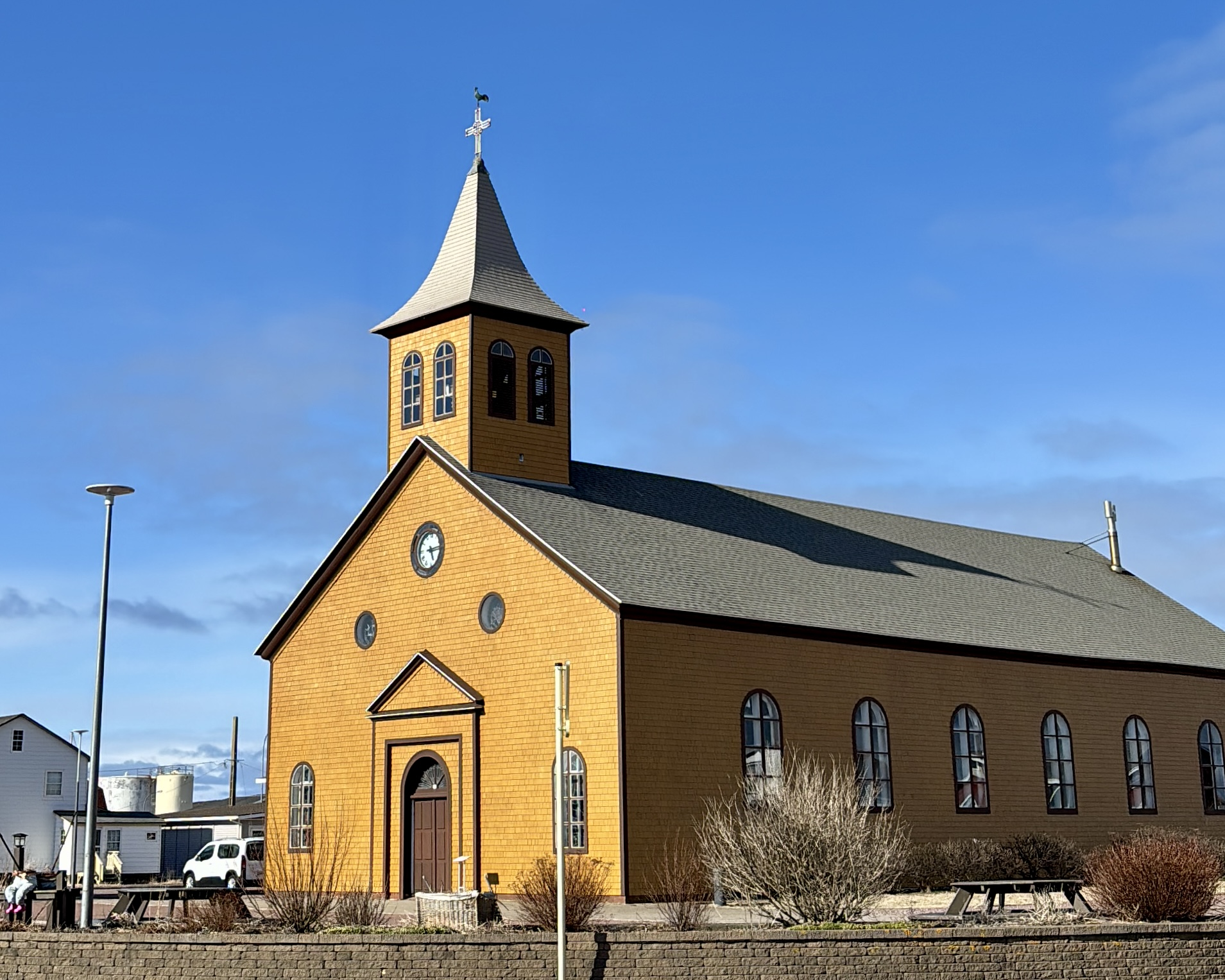
Église Notre-Dame-des-Ardilliers de Miquelon
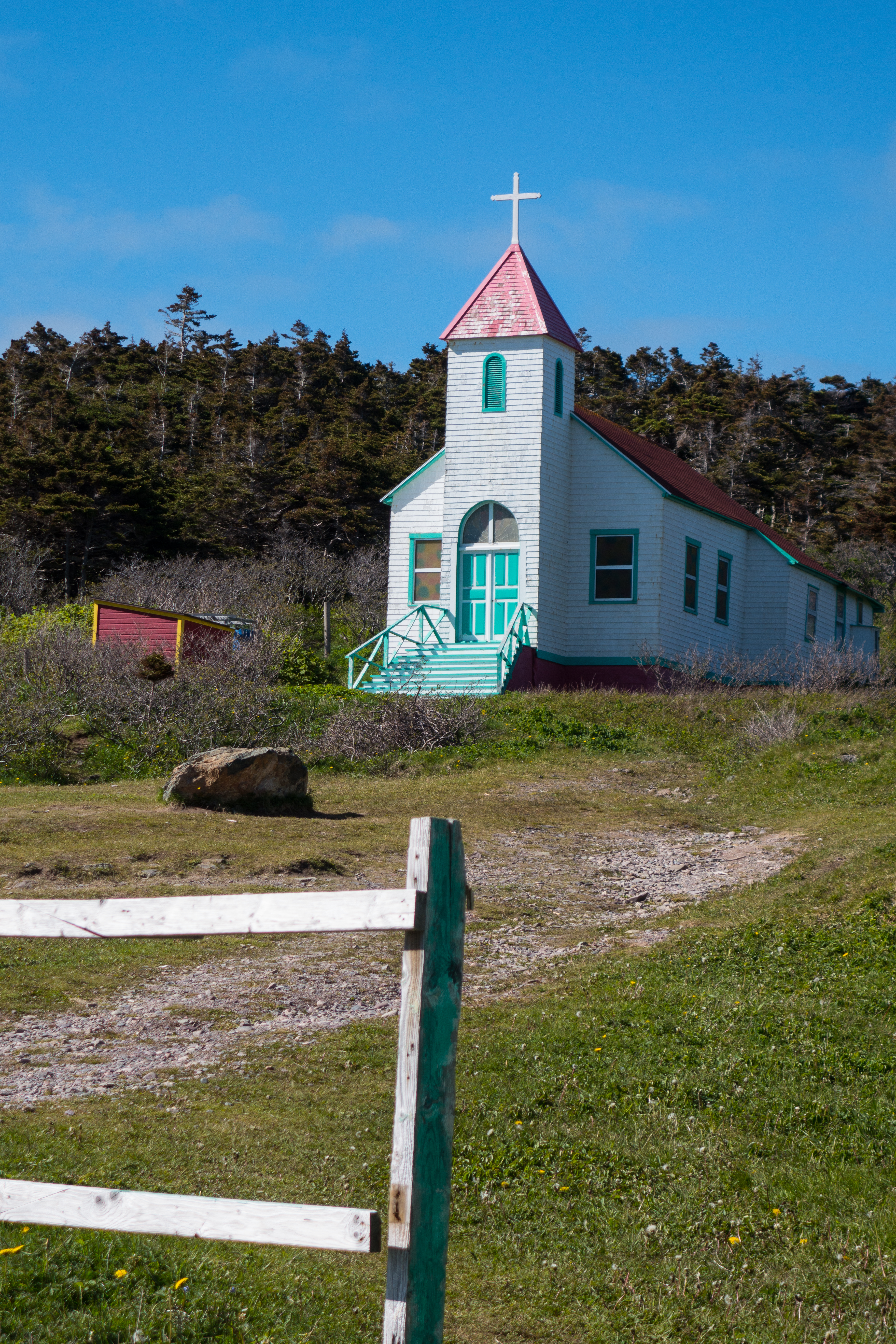
Chapelle Sainte-Thérèse-de-l'Enfant-Jésus de Langlade
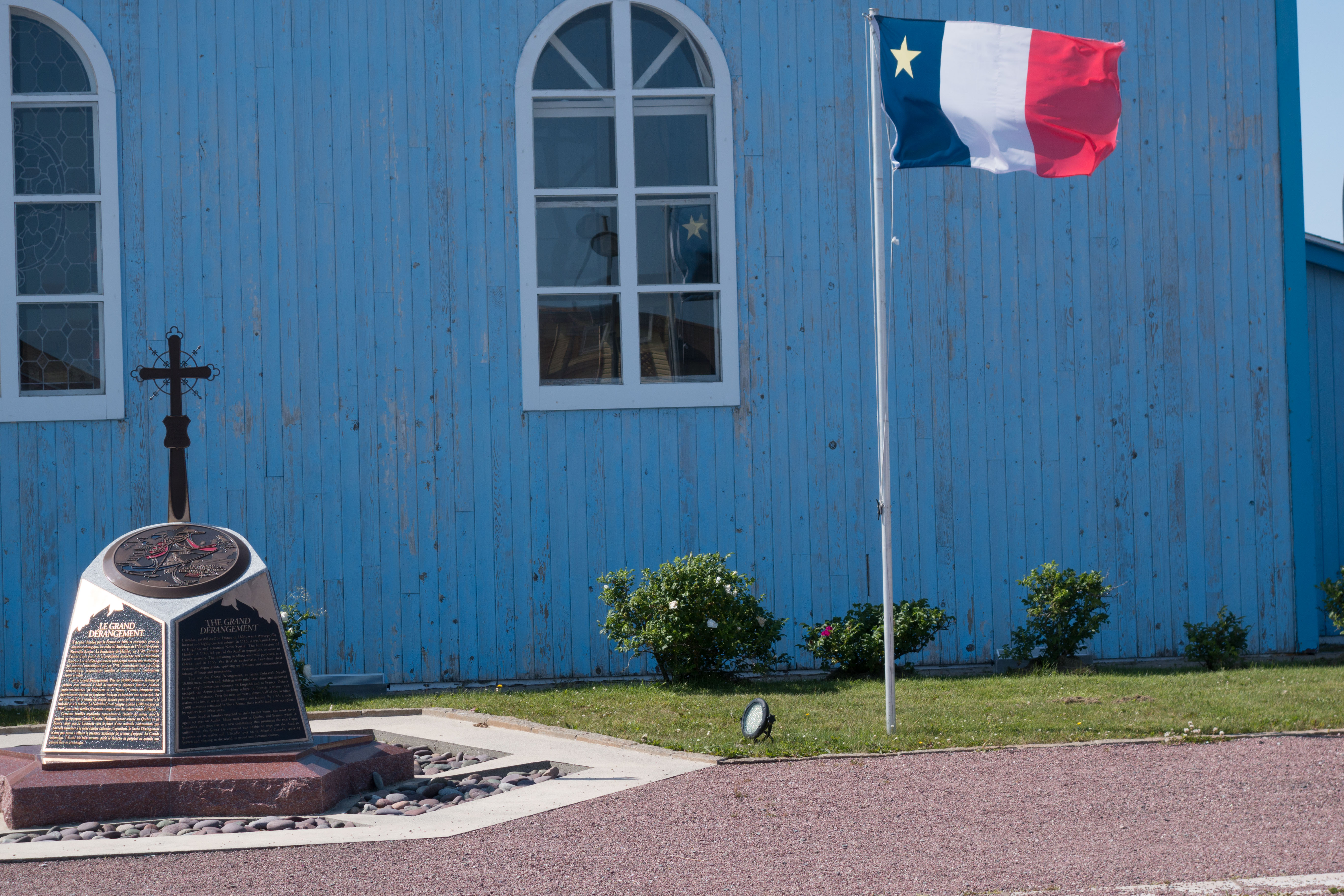
Monument en mémoire du Grand Dérangement des Acadiens à Miquelon
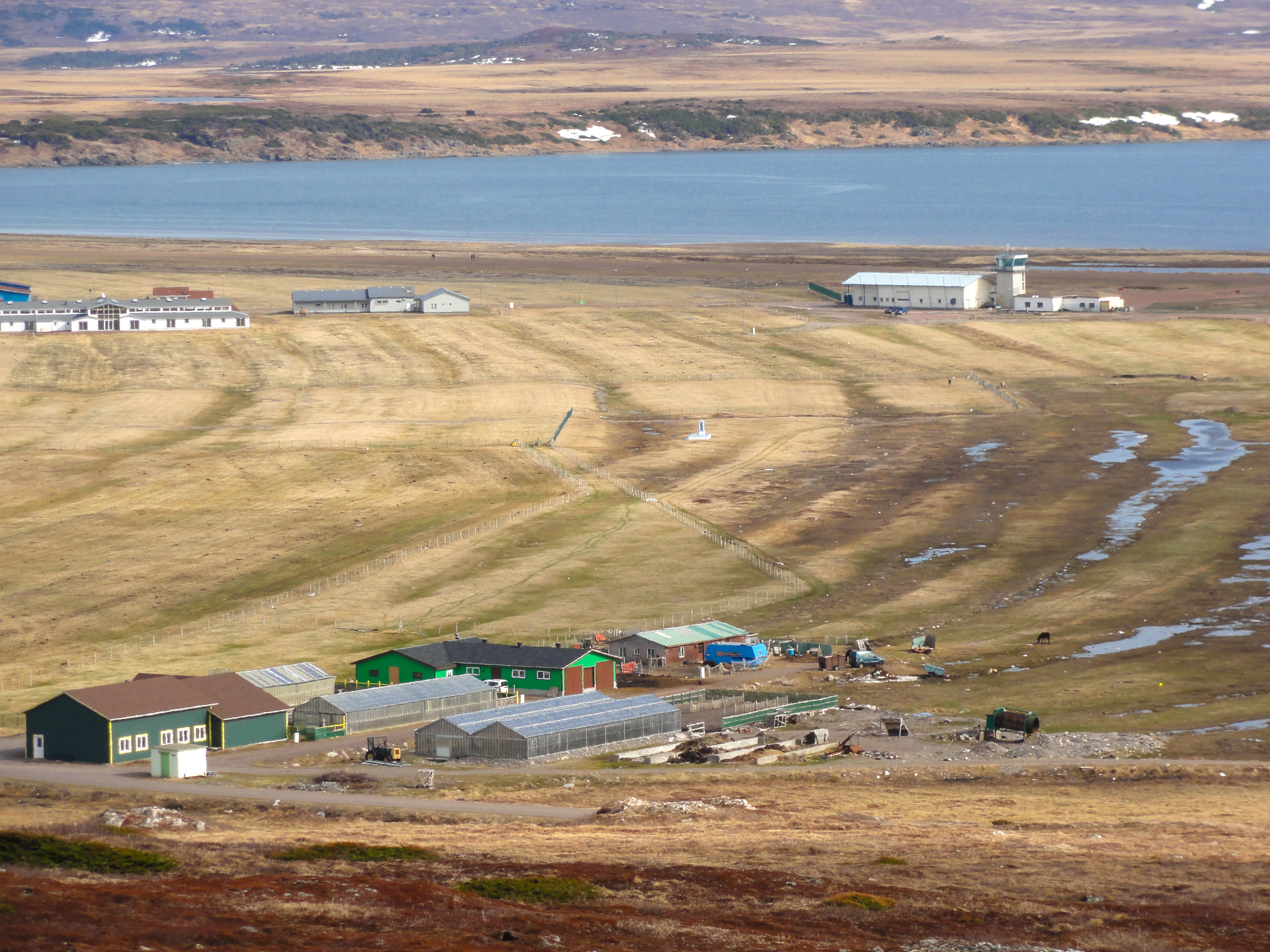
Vue du collège et de l'aéroport
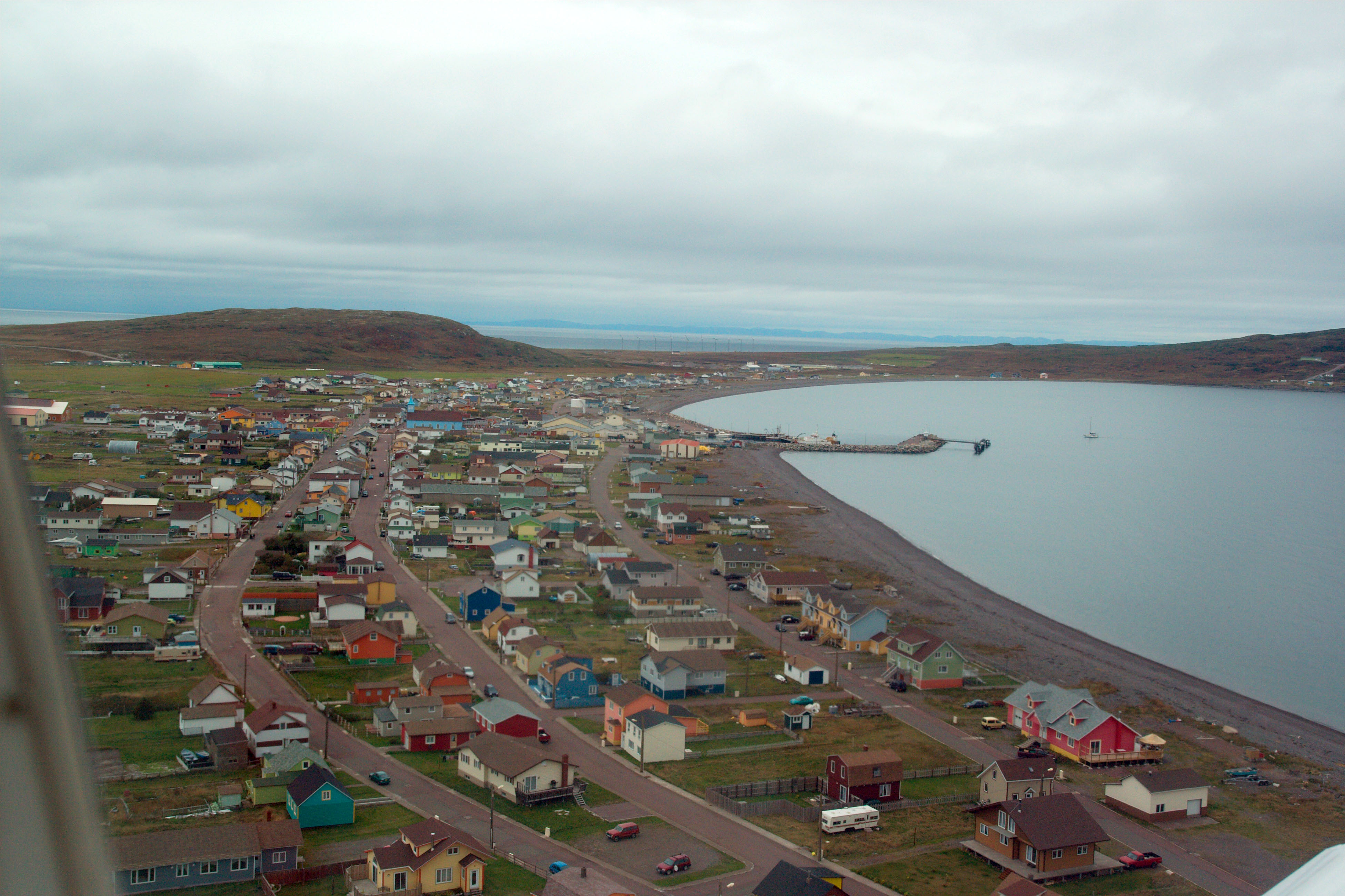
Vue aérienne.
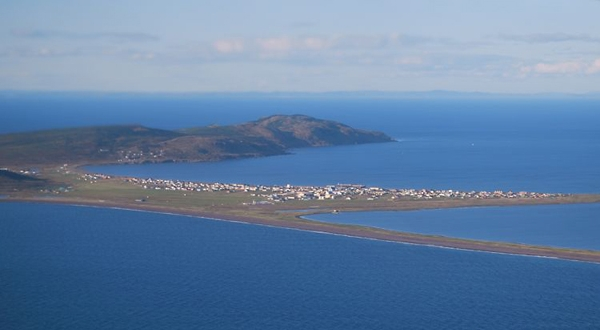
Vue aérienne.